# Île Grass
L’île Grass (anglais : Grass Island, espagnol : Isla Pasto) est une petite île située dans la baie de Stromness, près de l'entrée de sa station baleinière, au large de l’île de Géorgie du Sud. Jusqu’en 1920, elle était dénommée Île Mutton.